# Leistenzerrung
Unter einer Leistenzerrung versteht man eine Zerrung der Ursprungssehnen der Adduktoren im Hüftgelenk, wie sie bei einer plötzlichen und unkontrollierten Abduktion, z. B. einer Grätsche im Fußball, auftreten kann.

## Adduktorengruppe
- Musculus pectineus
- Musculus adductor longus
- Musculus adductor brevis
- Musculus adductor magnus
- Musculus gracilis
- Musculus obturatorius externus (wird nicht bei allen Autoren zur Adduktorengruppe gezählt)

## Symptome
- Schmerzen (evtl. nur bei Belastung) am Sehnenansatz oder in der Schambeinregion
- Adduktion gegen Widerstand schmerzhaft,
- Abduktion schmerzhaft und mit Bewegungseinschränkung
- Gegebenenfalls Schwellungen

## Therapie
Es gibt zahlreiche Therapieansätze. Allen gemein ist jedoch aufgrund der großen Gefahr eines chronischen Verlaufs, eine Belastungsreduktion und je nach Schweregrad der Verletzung eine längere Sportpause. Nach Abklingen der Beschwerden folgt in der Regel eine Remodulierungsphase, um die Gefahr von erneuten Verletzungen der Ansatzsehnen zu reduzieren.